# 埃曼纽埃尔·姆博拉
埃曼纽埃尔·姆博拉（Emmanuel Mbola，1993年5月10日—）是赞比亚足球运动员。现效力于葡萄牙足球超级联赛球队波尔图。

## 俱乐部生涯
2007年，姆博拉在赞比亚球队矿工流浪者开始职业足球生涯，并在2008年加盟萨纳科队(Zanaco)。2009年1月，他转会到亚美尼亚球队埃里温凤凰(Pyunik F.C.)。2009年7月14日，姆博拉代表球队与萨格勒布迪纳摩的欧冠资格赛中上场，成为赞比亚历史上首名参加欧冠联赛的球员。
2010年2月，有传言称英超球队托特纳姆热刺以100万英镑的价格签下不满17岁的姆博拉，2010年秋季他又到阿森纳试训。 姆博拉和埃里温凤凰之间出现转会纠纷，最终加盟刚果民主共和国足球甲级联赛球队TP马赞姆贝。 2010年9月，FIFA调查认为埃里温凤凰在姆博拉未成年时就和他签订职业合同，遂宣布姆博拉的合同无效，姆博拉得以代表TP马赞姆贝出场。
2012年2月，姆博拉租借加盟葡萄牙足球超级联赛球队波尔图一年。

## 国家队生涯
姆博拉从2008年开始代表赞比亚国家队出场，并代表球队参加2010年非洲國家盃，是该届赛事中最年轻的球员。他也是非洲国家杯历史上第二年轻的上场球员。

## 荣誉
- 亚美尼亚足球甲级联赛冠军：2009
- 亚美尼亚杯冠军：2009